# Tournoi des Six Nations 2022
Cet article traite de l'épreuve masculine. Pour la compétition féminine, voir Tournoi des Six Nations féminin 2022. Pour la compétition junior, voir Tournoi des Six Nations des moins de 20 ans 2022.
Navigation
Tournoi 2021 Tournoi 2023
Le Tournoi des Six Nations 2022 a eu lieu du 5 février au 19 mars 2022 et a été remporté par l'équipe de France. Chacune des six nations participantes affronte toutes les autres lors de cinq journées réparties sur cinq semaines, avec des pauses avant et après la troisième journée.
Les trois équipes qui ont en 2022 l'avantage de jouer un match de plus à domicile que les autres sont l'Irlande, la France et le pays de Galles. Invaincue durant la compétition, la France remporte son 10e Grand Chelem, douze ans après le précédent.
Le tournoi est marqué par l'inauguration d'un nouveau trophée entre l'Italie et l'Écosse, la nouvelle Cuttitta Cup, créée en l'honneur de Massimo Cuttitta, ancien capitaine italien et entraîneur des avants de l'Écosse pendant six ans. Elle est aussi marquée par un match victorieux de l'Italie pour la première fois depuis 2015, après une série de 36 défaites d'affilée.

## Villes et stades
| Rome (Italie)                 | Londres (Angleterre)              | Saint-Denis (France)              |
| ----------------------------- | --------------------------------- | --------------------------------- |
| Stade olympique 72 698 places | Stade de Twickenham 82 000 places | Stade de France 81 338 places     |
| Stade olympique, Rome         | Stade de Twickenham, Londres      | Stade de France, Saint-Denis      |
| Dublin (Irlande)              | Cardiff (pays de Galles)          | Édimbourg (Écosse)                |
| Aviva Stadium 51 700 places   | Millennium Stadium 73 931 places  | Murrayfield Stadium 67 130 places |
| Aviva Stadium, Dublin         | Millennium Stadium, Cardiff       | Murrayfield Stadium, Édimbourg    |

## Acteurs du Tournoi des Six Nations

Participants au Tournoi des Six Nations.

### Joueurs

#### Angleterre
Le sélectionneur anglais Eddie Jones annonce une liste de 36 joueurs retenus pour participer au Tournoi le 18 janvier 2022. Une semaine plus tard, Owen Farrell doit déclarer forfait, et est remplaçé par George Ford, tandis que Nick Isiekwe et Elliot Daly remplacent Courtney Lawes et Jonny May.
| Entraîneur | Entraîneur             | Eddie Jones                                                                |
| Avants     | Pilier                 | Ellis Genge, Joe Heyes, Joe Marler, Bevan Rodd, Kyle Sinckler, Will Stuart |
| Avants     | Talonneur              | Jamie Blamire, Luke Cowan-Dickie, Jamie George                             |
| Avants     | Deuxième ligne         | Ollie Chessum, Charlie Ewels, Jonny Hill, Nick Isiekwe, Maro Itoje         |
| Avants     | Troisième ligne aile   | Tom Curry , Courtney Lawes, Lewis Ludlam                                   |
| Avants     | Troisième ligne centre | Alfie Barbeary, Alex Dombrandt, Sam Simmonds                               |
| Arrières   | Demi de mêlée          | Raffi Quirke, Harry Randall, Ben Youngs                                    |
| Arrières   | Demi d'ouverture       | Orlando Bailey, George Ford, Marcus Smith                                  |
| Arrières   | Centre                 | Mark Atkinson, Elliot Daly, Joe Marchant, Luke Northmore, Henry Slade      |
| Arrières   | Ailier                 | Ollie Hassell-Collins, Jack Nowell, Max Malins                             |
| Arrières   | Arrière                | Tommy Freeman, George Furbank, Freddie Steward                             |

#### Écosse
Gregor Townsend, le sélectionneur de l'Écosse, annonce une liste de 39 joueurs pour participer au Tournoi. Au cours de la préparation, Jamie Bhatti et Kyle Rowe doivent être remplacés par Allan Dell et Sean Maitland,. Après le match contre l'Angleterre, Jamie Ritchie quitte le groupe sur blessure, remplacé par le talonneur David Cherry.
| Entraîneur | Entraîneur             | Gregor Townsend                                                                            |
| Avants     | Pilier                 | Allan Dell, Zander Fagerson, WP Nel, Pierre Schoeman, Javan Sebastian, Rory Sutherland     |
| Avants     | Talonneur              | Ewan Ashman, David Cherry, Stuart McInally, George Turner                                  |
| Avants     | Deuxième ligne         | Scott Cummings, Grant Gilchrist, Jonny Gray, Jamie Hodgson, Sam Skinner                    |
| Avants     | Troisième ligne aile   | Magnus Bradbury, Andy Christie, Rory Darge, Jamie Ritchie, Hamish Watson                   |
| Avants     | Troisième ligne centre | Josh Bayliss, Matt Fagerson, Nick Haining                                                  |
| Arrières   | Demi de mêlée          | Ali Price, Ben Vellacott, Ben White                                                        |
| Arrières   | Demi d'ouverture       | Finn Russell                                                                               |
| Arrières   | Centre                 | Mark Bennett, Chris Harris, Rory Hutchinson, Sam Johnson, Cameron Redpath, Sione Tuipulotu |
| Arrières   | Ailier                 | Darcy Graham, Sean Maitland, Rufus McLean, Kyle Steyn, Duhan van der Merwe                 |
| Arrières   | Arrière                | Stuart Hogg , Blair Kinghorn                                                               |

#### France
Effectif des 42 joueurs français sélectionnés le 6 février pour préparer le match face à l'Irlande lors de la deuxième journée du tournoi. Le lendemain, Dany Priso et Léo Berdeu sont appelés en remplacement de Daniel Bibi Biziwu et Jonathan Danty.
| Entraîneur | Entraîneur             | Fabien Galthié                                                                                           |
| Avants     | Pilier                 | Dorian Aldegheri, Uini Atonio, Cyril Baille, Demba Bamba, Jean-Baptiste Gros, Mohamed Haouas, Dany Priso |
| Avants     | Talonneur              | Gaëtan Barlot, Julien Marchand, Peato Mauvaka                                                            |
| Avants     | Deuxième ligne         | Thibaud Flament, Thomas Lavault, Bernard Le Roux, Romain Taofifénua, Paul Willemse, Cameron Woki         |
| Avants     | Troisième ligne aile   | Paul Boudehent, Dylan Cretin, François Cros, Ibrahim Diallo, Anthony Jelonch, Sekou Macalou              |
| Avants     | Troisième ligne centre | Grégory Alldritt, Yoan Tanga Mangene                                                                     |
| Arrières   | Demi de mêlée          | Baptiste Couilloud, Antoine Dupont , Maxime Lucu                                                         |
| Arrières   | Demi d'ouverture       | Léo Berdeu, Antoine Hastoy, Matthieu Jalibert, Romain Ntamack                                            |
| Arrières   | Centre                 | Jonathan Danty, Jules Favre, Gaël Fickou, Yoram Moefana, Virimi Vakatawa, Tani Vili                      |
| Arrières   | Ailier                 | Matthis Lebel, Damian Penaud, Donovan Taofifénua, Gabin Villière                                         |
| Arrières   | Arrière                | Brice Dulin, Melvyn Jaminet, Thomas Ramos                                                                |

#### Galles
Wayne Pivac nomme son groupe de 36 joueurs retenus pour la compétition le 18 janvier 2022.
| Entraîneur | Entraîneur             | Wayne Pivac                                                                   |
| Avants     | Pilier                 | Leon Brown, Rhys Carré, Tomas Francis, Wyn Jones, Dillon Lewis, Gareth Thomas |
| Avants     | Talonneur              | Ryan Elias, Dewi Lake, Bradley Roberts                                        |
| Avants     | Deuxième ligne         | Adam Beard, Ben Carter, Seb Davies, Will Rowlands, Christ Tshiunza            |
| Avants     | Troisième ligne aile   | Taine Basham, Ellis Jenkins, Jac Morgan, James Ratti, Josh Navidi             |
| Avants     | Troisième ligne centre | Ross Moriarty, Aaron Wainwright, Taulupe Faletau                              |
| Arrières   | Demi de mêlée          | Gareth Davies, Kieran Hardy, Tomos Williams                                   |
| Arrières   | Demi d'ouverture       | Gareth Anscombe, Dan Biggar , Rhys Priestland, Callum Sheedy                  |
| Arrières   | Centre                 | Jonathan Davies, Willis Halaholo, Nick Tompkins, Owen Watkin                  |
| Arrières   | Ailier                 | Josh Adams, Alex Cuthbert, Louis Rees-Zammit                                  |
| Arrières   | Arrière                | Johnny McNicholl, Liam Williams                                               |

#### Irlande
Le 19 janvier 2022, Andy Farrell nomme son groupe de 37 joueurs sélectionnés pour le Tournoi.
| Entraîneur | Entraîneur             | Andy Farrell                                                                          |
| Avants     | Pilier                 | Finlay Bealham, Tadhg Furlong, Cian Healy, David Kilcoyne, Tom O'Toole, Andrew Porter |
| Avants     | Talonneur              | Rob Herring, Rónan Kelleher, Dan Sheehan                                              |
| Avants     | Deuxième ligne         | Tadhg Beirne, Iain Henderson, James Ryan, Kieran Treadwell                            |
| Avants     | Troisième ligne aile   | Gavin Coombes, Peter O'Mahony, Nick Timoney, Josh van der Flier                       |
| Avants     | Troisième ligne centre | Jack Conan, Caelan Doris                                                              |
| Arrières   | Demi de mêlée          | Craig Casey, Jamison Gibson-Park, Conor Murray                                        |
| Arrières   | Demi d'ouverture       | Jack Carty, Joey Carbery, Jonathan Sexton                                             |
| Arrières   | Centre                 | Bundee Aki, Robbie Henshaw, James Hume, Garry Ringrose                                |
| Arrières   | Ailier                 | Robert Baloucoune, Andrew Conway, Keith Earls, Mack Hansen, James Lowe                |
| Arrières   | Arrière                | Hugo Keenan, Jordan Larmour, Michael Lowry                                            |

#### Italie
L'Italie, entraînée par Kieran Crowley, dévoile son effectif pour le Tournoi 2022 le 13 janvier 2022. Le 24 janvier, le Grenoblois Ange Capuozzo est ajouté à l'effectif.
| Entraîneur | Entraîneur             | Kieran Crowley                                                                                    |
| Avants     | Pilier                 | Pietro Ceccarelli, Danilo Fischetti, Ivan Nemer, Tiziano Pasquali, Cherif Traorè, Giosuè Zilocchi |
| Avants     | Talonneur              | Hame Faiva, Gianmarco Lucchesi, Giacomo Nicotera                                                  |
| Avants     | Deuxième ligne         | Niccolò Cannone, Marco Fuser, Federico Ruzza, David Sisi                                          |
| Avants     | Troisième ligne aile   | Michele Lamaro , Sebastian Negri, Giovanni Pettinelli, Manuel Zuliani                             |
| Avants     | Troisième ligne centre | Toa Halafihi, Braam Steyn                                                                         |
| Arrières   | Demi de mêlée          | Callum Braley, Alessandro Fusco, Stephen Varney                                                   |
| Arrières   | Demi d'ouverture       | Giacomo Da Re, Paolo Garbisi, Leonardo Marin                                                      |
| Arrières   | Centre                 | Juan Ignacio Brex, Luca Morisi, Marco Zanon                                                       |
| Arrières   | Ailier                 | Pierre Bruno, Monty Ioane, Tommaso Menoncello, Federico Mori                                      |
| Arrières   | Arrière                | Edoardo Padovani, Ange Capuozzo                                                                   |

### Arbitres
Les arbitres de champ du Tournoi 2022 sont les suivants :
| Rugby Europe | Rugby Afrique | Oceania Rugby                                                  |
| --- | ------------- | -------------------------------------------------------------- |
| - Mike Adamson (en) - Wayne Barnes - Andrew Brace - Matthew Carley - Luke Pearce - Mathieu Raynal - Karl Dickson - Nika Amashukeli | - Jaco Peyper | - Ben O'Keeffe - Nic Berry - Angus Gardner - Damon Murphy (en) |

## Matchs
Le programme pour le Tournoi 2022 est le suivant :
Les heures sont les heures françaises et italiennes, soit dans le fuseau horaire CET (UTC+1).
| 5 février 2022 à 15 h 15             | Aviva Stadium, Dublin          | Irlande | 29 - 7  | Pays de Galles |
| 5 février à 17 h 45 (Calcutta Cup)   | Murrayfield Stadium, Édimbourg | Écosse  | 20 - 17 | Angleterre     |
| 6 février à 16 h (Trophée Garibaldi) | Stade de France, Saint-Denis   | France  | 37 - 10 | Italie         |

| 12 février à 15 h 15 (Doddie Weir Cup) | Millennium Stadium, Cardiff  | Pays de Galles | 20 - 17 | Écosse     |
| 12 février à 17 h 45                   | Stade de France, Saint-Denis | France         | 30 - 24 | Irlande    |
| 13 février à 16 h                      | Stade olympique, Rome        | Italie         | 0 - 33  | Angleterre |

| 26 février à 15 h 15 (Trophée Auld Alliance) | Murrayfield Stadium, Édimbourg | Écosse     | 17 - 36 | France         |
| 26 février à 17 h 45                         | Stade de Twickenham, Londres   | Angleterre | 23 - 19 | Pays de Galles |
| 27 février à 16 h                            | Aviva Stadium, Dublin          | Irlande    | 57 - 6  | Italie         |

| 11 mars à 21 h                        | Millennium Stadium, Cardiff  | Pays de Galles | 9 - 13  | France  |
| 12 mars à 15 h 15 (Cuttitta Cup)      | Stade olympique, Rome        | Italie         | 22 - 33 | Écosse  |
| 12 mars à 17 h 45 (Millennium Trophy) | Stade de Twickenham, Londres | Angleterre     | 15 - 32 | Irlande |

| 19 mars à 15 h 15                    | Millennium Stadium, Cardiff  | Pays de Galles | 21 - 22 | Italie     |
| 19 mars à 17 h 45 (Centenary Quaich) | Aviva Stadium, Dublin        | Irlande        | 26 - 5  | Écosse     |
| 19 mars à 21 h (Trophée Eurostar)    | Stade de France, Saint-Denis | France         | 25 - 13 | Angleterre |

## Classement
| Rang | Nation           | J | V | N | D | Em | Ee | Bo | Bd | Pm  | Pe  | Diff | Pts |
| ---- | ---------------- | - | - | - | - | -- | -- | -- | -- | --- | --- | ---- | --- |
| 1    | France           | 5 | 5 | 0 | 0 | 17 | 7  | 2  | 0  | 141 | 73  | +68  | 25  |
| 2    | Irlande          | 5 | 4 | 0 | 1 | 24 | 4  | 4  | 1  | 168 | 63  | +105 | 21  |
| 3    | Angleterre       | 5 | 2 | 0 | 3 | 8  | 12 | 1  | 1  | 101 | 96  | +5   | 10  |
| 4    | Écosse           | 5 | 2 | 0 | 3 | 11 | 15 | 1  | 1  | 92  | 121 | -29  | 10  |
| 5    | Pays de Galles T | 5 | 1 | 0 | 4 | 8  | 8  | 0  | 3  | 76  | 104 | -28  | 7   |
| 6    | Italie           | 5 | 1 | 0 | 4 | 5  | 27 | 0  | 0  | 60  | 181 | -121 | 4   |

Note : la France bénéficie d'un bonus supplémentaire de trois points grâce au Grand Chelem.
- Vainqueur du Tournoi
- T : tenant du titre 2021

- Règles d’attribution des points[16] : 
Victoire : 4 points
Match nul : 2 points
Défaite : 0 point
Bonus offensif : 1 point si au moins 4 essais marqués
Bonus défensif : 1 point en cas de défaite avec moins de 8 points d'écart
Grand Chelem (5 victoires) : 3 points
- Règles de classement[17] :
 1 : nombre de points attribués
2 : différence de points générale
3 : nombre d'essais marqués
4 : ex æquo

## Statistiques individuelles

### Meilleur joueur du Tournoi
A l'issue de la dernière journée, trois joueurs sont proposés au vote pour succéder à Hamish Watson en tant que meilleur joueur du tournoi : les Français Grégory Alldritt et Antoine Dupont, ainsi que l'Irlandais Josh van der Flier. Antoine Dupont est élu meilleur joueur du tournoi pour la deuxième fois.

### Meilleurs marqueurs
| Rang | Joueur              | Équipe         | Essais |
| ---- | ------------------- | -------------- | ------ |
| 1    | James Lowe          | Irlande        | 3      |
| 1    | Damian Penaud       | France         | 3      |
| 1    | Gabin Villière      | France         | 3      |
| 4    | Josh Adams          | Pays de Galles | 2      |
| 4    | Ange Capuozzo       | Italie         | 2      |
| 4    | Andrew Conway       | Irlande        | 2      |
| 4    | Antoine Dupont      | France         | 2      |
| 4    | Gaël Fickou         | France         | 2      |
| 4    | Jamie George        | Angleterre     | 2      |
| 4    | Jamison Gibson-Park | Irlande        | 2      |
| 4    | Darcy Graham        | Écosse         | 2      |
| 4    | Chris Harris        | Écosse         | 2      |
| 4    | Anthony Jelonch     | France         | 2      |
| 4    | Michael Lowry       | Irlande        | 2      |
| 4    | Marcus Smith        | Angleterre     | 2      |
| 4    | Josh van der Flier  | Irlande        | 2      |

### Meilleurs réalisateurs
| Rang | Joueur          | Équipe         | Points | Essais | Transf. | Pén. | Drops |
| ---- | --------------- | -------------- | ------ | ------ | ------- | ---- | ----- |
| 1    | Marcus Smith    | Angleterre     | 71     | 2      | 5       | 17   | 0     |
| 2    | Melvyn Jaminet  | France         | 54     | 0      | 9       | 12   | 0     |
| 3    | Jonathan Sexton | Irlande        | 35     | 0      | 13      | 3    | 0     |
| 4    | Dan Biggar      | Pays de Galles | 34     | 0      | 5       | 7    | 1     |
| 5    | Finn Russell    | Écosse         | 33     | 0      | 6       | 7    | 0     |
| 6    | Paolo Garbisi   | Italie         | 26     | 0      | 4       | 6    | 0     |
| 7    | Joey Carbery    | Irlande        | 18     | 1      | 5       | 1    | 0     |
| 8    | James Lowe      | Irlande        | 15     | 3      | 0       | 0    | 0     |
| 8    | Damian Penaud   | France         | 15     | 3      | 0       | 0    | 0     |
| 8    | Gabin Villière  | France         | 15     | 3      | 0       | 0    | 0     |

## Première journée

### Irlande - Pays de Galles
(mt 10 - 0)
Homme du match :  Mack Hansen
Points marqués :
Irlande :
- 4 essais d'Aki (3e), Conway (44e, 51e) et Ringrose (60e)
- 3 transformations de Sexton (5e, 45e, 53e)
- 1 pénalité de Sexton (21e)

Pays de Galles :
- 1 essai de Basham (75e)
- 1 transformation de Sheedy (76e)

Évolution du score : 7-0, 10-0, m-t, 17-0, 24-0, 29-0, 29-7
Premier match du tournoi pour cette édition 2022, l'Irlande, favorite au titre avec la France, accueille le pays de Galles à Dublin. Et le XV du Trèfle ne se fait pas attendre pour confirmer ce statut, en marquant un premier essai par le trois-quart centre Bundee Aki dès la 3e minute de jeu. Idéalement décalé par une passe sautée, le joueur Irlandais, aplatit le premier essai de la compétition en coin. Sexton passe la transformation, ainsi qu'une pénalité un quart d'heure plus tard, portant la marque à 10-0.  
Malgré une domination quasi-totale sur les visiteurs, l'Irlande ne capitalise pas ses occasions et retourne au vestiaire sur un score de 10-0. Mais tout comme au coup d'envoi du match, l'Irlande se montre très agressive dès la reprise, et marque un deuxième essai par leur ailier Andrew Conway. Sur un plan quasiment identique au premier essai, l'ailier est décalé sur l'aile grâce à une passe sautée de Sexton et aplatit sur la ligne le bras tendu, après avoir tenté de déborder son vis-à-vis. Après transformation, l'Irlande prend le large 17-0.  
Profitant ensuite d'un avantage numérique à la suite du carton jaune de Josh Adams, l'Irlande enfonce le clou avec une nouvelle passe sautée, signée cette fois de Gibson Park sur l'aile de Conway qui aplatit tranquillement au bord de la ligne de touche. Sexton passe une nouvelle fois la transformation et l'Irlande mène alors 24-0. Sur un ballon récupéré, les hommes d'Andy Farell jouent au large, profitant d'un retard de la défense galloise, Hansen puis Aki fixent tous deux leurs vis-à-vis pour décaler Ringrose, qui redresse sa course pour tromper le dernier défenseur. L'Irlande marque son 4e essai synonyme de bonus offensif et mène 29-0 après l'échec de la transformation. Archi-dominés, les Gallois sauvent l'honneur en toute fin de match par l'intermédiaire de Taine Basham qui intercepte une passe irlandaise après contact. Transformé, l'essai permet aux Gallois de marquer leurs premiers points du tournoi. 
Le score ne bougera plus et l'Irlande s'impose en faisant tomber assez lourdement le champion en titre 29-7. Les Gallois devront s'imposer chez eux face à l'Écosse pour rebondir, tandis que l'Irlande se déplacera à Saint-Denis pour un choc annoncé face au XV de France.  
| Irlande · Titulaires · Hugo Keenan 15 · 62e Andrew Conway 14 · Garry Ringrose 13 · Bundee Aki 12 · Mack Hansen 11 · 64e Jonathan Sexton 10 · 69e Jamison Gibson-Park 9 · 53e Jack Conan 8 · Josh van der Flier 7 · Caelan Doris 6 · 66e James Ryan 5 · Tadhg Beirne 4 · 53e Tadhg Furlong 3 · 62e Rónan Kelleher 2 · 66e Andrew Porter 1 · Remplaçants · 62e Dan Sheehan 16 · 66e Cian Healy 17 · 53e Finlay Bealham 18 · 66e Ryan Baird 19 · 53e Peter O'Mahony 20 · 69e Conor Murray 21 · 64e Joey Carbery 22 · 62e James Hume 23 · Entraîneur · Andy Farrell |  |  |  | Pays de Galles · Titulaires · 15 Liam Williams 57e · 14 Johnny McNicholl 62e · 13 Josh Adams 49e à 59e · 12 Nick Tompkins · 11 Louis Rees-Zammit · 10 Dan Biggar 71e · 9 Tomos Williams · 8 Aaron Wainwright · 7 Taine Basham · 6 Ellis Jenkins 53e · 5 Adam Beard · 4 Will Rowlands 71e · 3 Tomas Francis 53e · 2 Ryan Elias 53e · 1 Wyn Jones 53e · Remplaçants · 16 Dewi Lake 53e · 17 Gareth Thomas 53e · 18 Dillon Lewis 53e · 19 Ben Carter 71e · 20 Ross Moriarty 53e · 21 Gareth Davies 57e · 22 Callum Sheedy 71e · 23 Owen Watkin 62e · Entraîneur · Wayne Pivac |

### Écosse - Angleterre
(mt 10 - 6)
Homme du match :  Matt Fagerson
Points marqués : 
Écosse :
- 2 essais de White (18e) et de pénalité (66e)
- 1 transformation de Russell (20e)
- 2 pénalités de Russell (40e+1, 72e)

Angleterre :
- 1 essai de Smith (53e)
- 4 pénalités de Smith (17e, 34e, 48e, 63e)

Évolution du score : 0-3, 7-3, 7-6, 10-6, m-t, 10-9, 10-14, 10-17, 17-17, 20-17
Pour leur entrée dans le tournoi les Anglais se déplacent en Écosse. Après une défaite l'an passé à Twickenham contre ce même XV du Chardon, le XV de la Rose a à cœur de prendre une revanche contre son voisin du Nord. Et le match débute en ce sens, puisque les Anglais dominent et ouvrent le score par la botte de Marcus Smith. L'Écosse ne tarde pas à répondre sur leur première action du match. L'ailier Darcy Graham perce et élimine son vis-à-vis d'un crochet extérieur-intérieur et offre une passe au ras coté ouvert à son demi de mêlée Ben White qui aplatit le ballon. Transformé, l'Écosse prend l'avantage 7-3 à la vingtième minute. Avec une pénalité de part et d'autre, les deux équipes rentrent aux vestiaires sur le score de 10-6 en faveur du XV du Chardon. 
La domination anglaise en deuxième mi-temps est nette, et après une nouvelle pénalité transformée par les Anglais, Marcus Smith trouve une brèche à la suite d'un maul dominé par les joueurs du XV de la Rose. L'essai n'est pas transformé mais une quatrième pénalité peu après l'heure de jeu, permet aux Anglais de prendre sept points d'avance sur leur adversaire : 10-17. Le tournant du match a lieu trois minutes plus tard, sur l'une des rares incursions écossaises, quand l'ouvreur Finn Russel tape au pied pour son ailier Darcy Graham. À la lutte dans les airs, le talonneur anglais Luke Cowan-Dickie volleye volontairement le ballon en touche. Après consultation l'arbitre néo-zélandais Ben O'Keeffe, accorde un essai de pénalité à l'Écosse et envoie le talonneur fautif dix minutes sur le banc. De retour à 17-17, et en supériorité numérique, l'Écosse reprend pleinement confiance et inverse la tendance en dominant les joueurs anglais. Cette domination se traduit par une pénalité de Finn Russell à huit minutes de la fin du match permettant aux Écossais de reprendre l'avantage 20-17. Dans le temps additionnel, les Anglais revenus à quinze contre quinze, mettent la main sur le ballon et assiègent la ligne des 22 mètres écossaise. Après de nombreuses mêlées, le jeu part au large, et le ballon est arraché par les Écossais qui scellent leur victoire en dégageant en touche. 
Cette victoire de l'Écosse au forceps est la deuxième d'affilée contre l'Angleterre, une première depuis 1984, leur permettant de débuter idéalement le tournoi avant un déplacement à Cardiff contre le pays de Galles. Les Anglais quant à eux peuvent déjà renoncer au Grand Chelem, et tenteront de maintenir leurs chances de victoire du tournoi face à l'Italie à Rome lors de la seconde journée.
| Écosse · Titulaires · Stuart Hogg 15 · Darcy Graham 14 · Chris Harris 13 · 61e Sam Johnson 12 · Duhan van der Merwe 11 · Finn Russell 10 · 13e 24e Ali Price 9 · Matt Fagerson 8 · Hamish Watson 7 · 61e Jamie Ritchie 6 · Grant Gilchrist 5 · 64e Jonny Gray 4 · 53e Zander Fagerson 3 · 53e George Turner 2 · 53eRory Sutherland 1 · Remplaçants · 53e Stuart McInally 16 · 53e Pierre Schoeman 17 · 53e Willem Petrus Nel 18 · 64e Sam Skinner 19 · 61e Magnus Bradbury 20 · 13e 24e Ben White 21 · Blair Kinghorn 22 · 61e Sione Tuipulotu 23 · Entraîneur · Gregor Townsend |  |  |  | Angleterre · Titulaires · 15 Freddie Steward · 14 Max Malins · 13 Elliot Daly · 12 Henry Slade · 11 Joe Marchant 81e · 10 Marcus Smith 64e · 9 Ben Youngs · 8 Sam Simmonds 71e 78e · 7 Tom Curry · 6 Lewis Ludlam 64e · 5 Nick Isiekwe 78e · 4 Maro Itoje · 3 Kyle Sinckler 64e · 2 Luke Cowan-Dickie 66e à 76e 78e · 1 Ellis Genge 64e · Remplaçants · 16 Jamie George 71e · 17 Joe Marler 64e · 18 Will Stuart 64e · 19 Charlie Ewels 78e · 20 Alex Dombrandt 64e · 21 Harry Randall · 22 George Ford 64e · 23 Jack Nowell 81e · Entraîneur · Eddie Jones · |

### France - Italie
(mt 18 - 10)
Homme du match :  Gabin Villière
Points marqués : 
France :
- 5 essais de Jelonch (26e), Villière (40e+1, 49e, 82e), Penaud (68e)
- 3 transformations de Jaminet (40e+2, 70e) et Ntamack (83e)
- 2 pénalités de Jaminet (5e, 35e)

Italie :
- 1 essai de Menoncello (17e)
- 1 transformation de Garbisi (18e)
- 1 pénalité de Garbisi (30e)

Évolution du score : 3-0, 3-7, 8-7, 8-10, 11-10, 18-10, m-t, 23-10, 30-10, 37-10
Favorite du tournoi[réf. nécessaire], l'équipe de France, accueille l'Italie pour son premier match. Si la France ouvre le score par la botte de Melvyn Jaminet, c'est pourtant bien l'Italie qui marque le premier essai de la partie. Sur une bonne incursion, et quelques pick and go, l'ouvreur Italien Garbisi écarte au pied sur l'aile et offre son premier essai à son jeune ailier Menoncello. L'essai est transformé et l'Italie mène contre toute attente 3-7. 
L'équipe de France réplique, à la suite d'une touche italienne chahutée et Anthony Jelonch intercepte le ballon et part marquer le premier essai bleu. L'essai n'est pas transformé, et l'Italie en profite trois minutes plus tard pour reprendre l'avantage au score, d'une pénalité : 8-10. L'arrière français Melvyn Jaminet réplique et la France reprend un court avantage 11-10. Juste avant la mi-temps, la France déroule un beau mouvement sur la gauche avec deux passes successives sur le pas, et envoie Gabin Villière à l'essai en coin. Transformé, il permet de donner un peu plus d'avance au XV de France très indiscipliné, 18-10.
Moins de dix minutes après la reprise, Gregory Aldritt part au ras du ruck et donne après contact à Gabin Villière qui accélère et qui mystifie deux défenseurs d'une feinte de coup de pied pour aller marquer son deuxième essai du match. L'essai n'est pas transformé et la France mène alors 23-10. Passé l'heure de jeu, et face à un XV italien, semble-t-il, essoufflé, Yoram Moefana décale idéalement Damian Penaud au ras de la ligne qui accélère et qui retrouve Antoine Dupont à l'intérieur. Le retour de l'arrière italien fait jouer le une-deux, et le demi de mêlée français rend le cuir à Damian Penaud qui part seul marquer l'essai du bonus offensif. Cette fois-ci transformé, le XV de France prend le large 30-10. Durant les arrêts de jeu, la France enfonce le clou. Après une succession de temps de jeu, Penaud décale idéalement Moefana qui sert Villière qui part inscrire en coin son troisième essai du match. L'essai est transformé et porte la marque à 37-10, score final.
Malgré un très bon début de match, les Italiens agressifs ont manqué de rythme en seconde période, et s'inclinent finalement assez lourdement. Ils tenteront de rompre leur terrible série de 33 défaites d'affilée dans le tournoi en recevant le XV de la Rose à Rome. La France de son côté bien qu'indisciplinée assure l'essentiel avec le bonus offensif. Elle accueillera l'Irlande au stade de France lors de la 2e journée, pour ce que les médias irlandais appellent déjà la « finale prématurée » du tournoi.  
| France · Titulaires · 75e Melvyn Jaminet 15 · 68e Damian Penaud 14 · Gaël Fickou 13 · 58e Jonathan Danty 12 · 40e 49e 80e Gabin Villière 11 · Romain Ntamack 10 · 70e Antoine Dupont 9 · 70e Grégory Alldritt 8 · Dylan Cretin 7 · 26e Anthony Jelonch 6 · 56e Paul Willemse 5 · Cameron Woki 4 · 50e Uini Atonio 3 · 58e Julien Marchand 2 · 50e Cyril Baille 1 · Remplaçants · 58e Peato Mauvaka 16 · 50e Jean-Baptiste Gros 17 · 50e Demba Bamba 18 · 56e Romain Taofifenua 19 · 70e François Cros 20 · 70e Maxime Lucu 21 · 58e Yoram Moefana 22 · 75e Thomas Ramos 23 · Entraîneur · Fabien Galthié |  |  |  | Italie · Titulaires · 15 Edoardo Padovani · 14 Tommaso Menoncello 58e 17e · 13 Juan Ignacio Brex · 12 Marco Zanon · 11 Monty Ioane · 10 Paolo Garbisi · 9 Stephen Varney 65e · 8 Toa Halafihi 56e · 7 Michele Lamaro · 6 Sebastian Negri 70e · 5 Federico Ruzza 65e · 4 Niccolò Cannone 50e 65e · 3 Tiziano Pasquali 50e · 2 Gianmarco Lucchesi 50e · 1 Danilo Fischetti 50e · Remplaçants · 16 Hame Faiva 50e · 17 Ivan Nemer 50e · 18 Giosuè Zilocchi 50e · 19 Marco Fuser 50e · 20 Giovanni Pettinelli 56e · 21 Manuel Zuliani 70e · 22 Callum Braley 65e · 23 Leonardo Marin 58e · Entraîneur · Kieran Crowley |

## Deuxième journée

### Pays de Galles - Écosse
(mt : 14 - 14)
Homme du match :  Ryan Elias
Points marqués :
Pays de Galles :
- 1 essai de Francis (32e)
- 4 pénalités de Biggar (5e, 8e, 25e, 58e)
- 1 drop de Biggar (70e)

Écosse :
- 1 essai de Graham (12e)
- 4 pénalités de Russell (16e, 20e, 29e, 50e)

Évolution du score : 3-0, 6-0, 6-5, 6-8, 6-11, 9-11, 9-14, 14-14, m-t, 14-17, 17-17, 20-17
Tombeur du XV de la Rose lors de la première journée, l'Écosse espère frapper un grand coup à Cardiff face à des Gallois revanchards et toujours en quête d'une première victoire dans le tournoi. 
Le score est ouvert grâce à la botte de Dan Biggar, qui marque deux pénalités successives et permet aux Gallois de mener 6-0. L'Écosse réagit et marque le premier essai du match après un beau mouvement. Finn Russel, l'ouvreur écossais, croise et saute la passe pour Darcy Graham qui résiste au plaquage et marque un essai en bout de ligne. Non transformé, l'Écosse reprend néanmoins l'avantage peu après le quart d'heure de jeu grâce à une pénalité de Russell. Une pénalité de part et d'autre plus tard, l'Écosse accroit finalement son avance avec un nouveau coup de pied de son ouvreur 9-14. Le pays de Galles égalise grâce à un essai en force du pilier Thomas Francis, qui n'est pas transformé. Les deux équipes retournent aux vestiaires à égalité 14-14. 
La deuxième mi-temps est une affaire de coup de pied. Russel donne l'avantage aux siens avant que Biggar ne lui réplique. Alors à 17-17 à dix minutes de la fin du match, Biggar donne un avantage définitif aux siens grâce à un drop face aux poteaux. 
L'Écosse tente de percer le rideau défensif gallois mais perd le ballon sur un ultime contre ruck des locaux. Le pays de Galles s'impose dans un match très serré, et se relance dans la course au titre, tandis que l'Écosse n'enchaine pas une seconde victoire d'affilée mais ramène toutefois un point de bonus défensif précieux. 

Les Écossais accueilleront le XV de France à Murrayfield lors de la troisième journée, pour se placer idéalement dans la course au titre, tandis que le pays de Galles se rendra à Twickenham pour un match périlleux face au XV de la Rose. 
| Pays de Galles · Titulaires · Liam Williams 15 · Alex Cuthbert 14 · Owen Watkin 13 · 67e Nick Tompkins 12 · Louis Rees-Zammit 11 · 78e Dan Biggar 10 · 71e Tomos Williams 9 · 57e Ross Moriarty 8 · Jac Morgan 7 · Taine Basham 6 · Adam Beard 5 · 75e Will Rowlands 4 · 34e 59e Tomas Francis 3 · 64e Ryan Elias 2 · 64e Wyn Jones 1 · Remplaçants · 64e Dewi Lake 16 · 64e Gareth Thomas 17 · 59e Dillon Lewis 18 · 75e Seb Davies 19 · 57e Aaron Wainwright 20 · Gareth Davies 21 · 78e Callum Sheedy 22 · 67e Jonathan Davies 23 · Entraîneur · Wayne Pivac |  |  |  | Écosse · Titulaires · 15 Stuart Hogg · 14 Darcy Graham · 13 Chris Harris · 12 Sione Tuipulotu 72e · 11 Duhan van der Merwe 78e · 10 Finn Russell 68e à 78e · 9 Ali Price 62e · 8 Matt Fagerson 31e · 7 Hamish Watson · 6 Sam Skinner · 5 Grant Gilchrist · 4 Jonny Gray 62e · 3 WP Nel 44e · 2 Stuart McInally 44e · 1 Pierre Schoeman 54e 62e · Remplaçants · 16 George Turner 44e · 17 Rory Sutherland 44e 62e · 18 Zander Fagerson 44e · 19 Magnus Bradbury 31e · 20 Rory Darge 62e · 21 Ben White 62e · 22 Blair Kinghorn 72e · 23 Cameron Redpath 78e · Entraîneur · Gregor Townsend |

### France - Irlande
(mt 19 - 7)
Homme du match :  Grégory Alldritt
Points marqués :
France : 
- 2 essais de Dupont (2e) et Baille (54e)
- 1 transformation de Jaminet (3e)
- 6 pénalités de Jaminet (7e, 17e, 36e, 40e+1, 44e, 79e)

Irlande :
- 3 essais de Hansen (7e), van der Flier (45e), Gibson-Park (50e)
- 3 transformations de Carbery (9e, 46e, 49e)
- 1 pénalité de Carbery (73e)

Évolution du score : 7-0, 10-0, 10-7, 13-7, 16-7, 19-7, m-t, 22-7, 22-14, 22-21, 27-21, 27-24, 30-24
Avec la défaite de l'Écosse au pays de Galles, seules deux équipes peuvent encore croire au Grand Chelem : La France et l'Irlande. Match aux allures de finale donc, qui démarre sur les chapeaux de roues, puisque dès la première minute de jeu, sur une grosse percussion d'Atonio, la France développe au large, et Ntamack passe les bras après contact pour retrouver son capitaine Antoine Dupont, coté intérieur. Le demi de mêlée marque le premier essai du match, transformé par Jaminet. La France marque une pénalité tout juste cinq minutes plus tard, mais sur le renvoi en jeu irlandais, l'ailier Mack Hansen, double tout le monde et surprend la défense tricolore au point de chute. L'Irlande réplique donc aussitôt avec la transformation : 10-7 à moins de 10 minutes de jeu. 
Si l'indiscipline avait pesé sur le jeu de la France face à l'Italie, elle pose cette fois problème aux Irlandais qui encaissent trois pénalités jusqu'à la mi-temps. La France mène alors 19-7. 
Malgré une nouvelle pénalité de Jaminet à la reprise, le début de seconde période est totalement à l'avantage des hommes d'Andy Farrell, qui marquent deux essais transformés en dix minutes. Le premier est inscrit par le troisième ligne Josh van der Flier après un maul pénétrant. Le second par le demi de mêlée Gibson-Park qui s'infiltre au ras d'un regroupement et qui perce la ligne française. Les Irlandais sont alors de retour au score 22-21. La France contient et réplique même en marquant un deuxième essai en force par l'intermédiaire du pilier Cyril Baille. Non transformé, la marque est portée à 27-21. Chaque équipe contient l'autre dans un duel intense, et les deux équipes encaissent une pénalité chacune : 30-24.
Dans les derniers instants, pourtant porteurs du ballon, les Irlandais jouent une chandelle au pied récupérée par l'équipe de France. Cette dernière ne lâchera plus le ballon pour valider sa seconde victoire du tournoi. L'Irlande encaisse sa toute première défaite depuis neuf matchs, et renonce ainsi au Grand Chelem. Elle aura cependant l'occasion de rester dans la course au titre en accueillant l'Italie lors de la troisième journée. La France reste alors l'unique prétendante au Grand Chelem final avant son premier déplacement, en Écosse. 
| France · Titulaires · Melvyn Jaminet 15 · Damian Penaud 14 · Gaël Fickou 13 · Yoram Moefana 12 · Gabin Villière 11 · Romain Ntamack 10 · 2e 70e Antoine Dupont 9 · Grégory Alldritt 8 · Anthony Jelonch 7 · 73e François Cros 6 · 53e Paul Willemse 5 · 53e Cameron Woki 4 · 55e Uini Atonio 3 · 55e Julien Marchand 2 · 54e 55e Cyril Baille 1 · Remplaçants · 55e Peato Mauvaka 16 · 55e Jean-Baptiste Gros 17 · 55e Demba Bamba 18 · 53e Romain Taofifénua 19 · 53e Thibaud Flament 20 · 73e Dylan Cretin 21 · 70e Maxime Lucu 22 · Thomas Ramos 23 · Entraîneur · Fabien Galthié |  |  |  | Irlande · Titulaires · 15 Hugo Keenan · 14 Andrew Conway · 13 Garry Ringrose · 12 Bundee Aki 64e · 11 Mack Hansen 7e · 10 Joey Carbery 79e · 9 Jamison Gibson-Park 64e 49e · 8 Jack Conan 53e · 7 Josh van der Flier 45e · 6 Caelan Doris · 5 James Ryan · 4 Tadhg Beirne · 3 Tadhg Furlong 73e · 2 Rónan Kelleher 26e · 1 Andrew Porter 73e · Remplaçants · 16 Dan Sheehan 26e · 17 Cian Healy 73e · 18 Finlay Bealham 73e · 19 Iain Henderson 58e · 20 Peter O'Mahony 53e 58e · 21 Conor Murray 64e · 22 Jack Carty 79e · 23 Robbie Henshaw 64e · Entraîneur · Andy Farrell |

### Italie - Angleterre
(mt 0 - 21)
Homme du match :  Marcus Smith
Points marqués :
Angleterre : 
- 5 essais de Smith (9e), George (19e, 39e), Daly (44e), Sinckler (72e)
- 4 transformations de Smith (11e, 20e, 41e, 73e)

Évolution du score : 0-7, 0-14, 0-21, m-t, 0-26, 0-33
Dans un match où l'Italie n'a pas su exploiter les qualités qu'elle avait démontrées contre le XV de France, l'Angleterre s'est finalement largement imposée sans pour autant briller.
5 essais marqués au total sans encaisser le moindre point, le XV de la Rose assure le point de bonus offensif, mais reste toutefois sur une performance toute relative. Comptant notamment sur un pack dominateur pour s'offrir un matelas confortable de points, la première ligne anglaise marque au total 3 essais durant le match. 
L'Italie, dans l'incapacité de créer le danger dans le camp anglais, ne parvient pas à marquer le moindre point dans son propre stade de Rome. 
Se dirigeant très dangereusement vers une nouvelle cuillère de bois, la Squadra Azzura devra impérativement trouver des solutions pour son déplacement en Irlande, tandis que l'Angleterre se relance dans la course au titre avant la réception du pays de Galles.
| Italie · Titulaires · 47e Edoardo Padovani 15 · 55e Federico Mori 14 · Juan Ignacio Brex 13 · Marco Zanon 12 · Monty Ioane 11 · Paolo Garbisi 10 · 65e Stephen Varney 9 · 38e Toa Halafihi 8 · Michele Lamaro 7 · Braam Steyn 6 · 72e Federico Ruzza 5 · Niccolò Cannone 4 · 40e Pietro Ceccarelli 3 · 52e Gianmarco Lucchesi 2 · 46e Danilo Fischetti 1 · Remplaçants · 52e Hame Faiva 16 · 46e Cherif Traorè 17 · 40e Tiziano Pasquali 18 · 72e Andrea Zambonin 19 · 38e 55eSebastian Negri 20 · 55e Giovanni Pettinelli 21 · 65e Alessandro Fusco 22 · 55e Leonardo Marin 23 · Entraîneur · Franco Smith |  |  |  | Angleterre · Titulaires · 15 Freddie Steward · 14 Max Malins · 13 Joe Marchant 74e · 12 Henry Slade · 11 Jack Nowell 17e · 10 Marcus Smith 10e · 9 Harry Randall 55e · 8 Alex Dombrandt · 7 Tom Curry 65e · 6 Maro Itoje · 5 Nick Isiekwe 55e · 4 Charlie Ewels · 3 Will Stuart 40e · 2 Jamie George 56e 20e 40e · 1 Ellis Genge 65e · Remplaçants · 16 Luke Cowan-Dickie 56e · 17 Joe Marler 65e · 18 Kyle Sinckler 40e 72e · 19 Ollie Chessum 65e · 20 Sam Simmonds 55e · 21 Ben Youngs 55e · 22 George Ford 74e · 23 Elliot Daly 17e 44e · Entraîneur · Eddie Jones |

## Troisième journée

### Écosse - France
(mt 10 - 19)
Homme du match :  Antoine Dupont
Points marqués :
Écosse :
- 2 essais de Darge (29e) et van der Merwe (80e)
- 2 transformations de Russell (30e) et Hogg (80e)
- 1 pénalité de Russell (12e)

France :
- 6 essais de Willemse (8e), Moefana (13e), Fickou (40e+2), Danty (42e) et Penaud (59e, 73e)
- 3 transformations de Jaminet (9e, 40e+3, 42e)

Évolution du score : 0-7, 3-7, 3-12, 10-12, 10-19, m-t, 10-26, 10-31, 10-36, 17-36
La troisième journée du tournoi démarre à Murrayfield, où l'Écosse, qui doit se relancer après sa défaite contre le pays de Galles, accueille la France, seule équipe encore en course pour le Grand Chelem. 
Habituée aux débuts de match exaltants, la France confirme cette habitude. Le capitaine Antoine Dupont, relance depuis l'entrée de ses 22 mètres, et remonte plus de soixante mètres ballon en main. Dans le sillage de son capitaine, le XV de France suit, et Julien Marchand à l'impact poursuit l'avancée en donnant après contact à Paul Willemse pour l'essai du deuxième ligne ; transformé, la France mène 7-0 avant que l'Écosse ne réduise l'écart 7-3. 
Sur une touche bien négociée, les Bleus prennent le large en développant un jeu au large et distribuant les ballons juste avant contact. Penaud à l'aile ne peut aplatir mais donne à Baille qui transmet juste avant d'être propulsé en touche pour Moefana qui marque le deuxième essai français, 3-12. A la demi-heure de jeu, l'Écosse accélère et marque son premier essai de la partie après une succession de pick and go, le troisième ligne Rory Darge perce le rideau et marque. Transformé, cet essai permet à l'Écosse de revenir dans le match 10-12.
Une action écossaise marque ensuite le tournant de match. Après une percée de Duhan Van Der Merwe, l'Écosse mène une attaque à 4 contre 2. Price éjecte le ballon d'une sautée pour Stuart Hogg, seul à vingt mètres de l'en-but qui ne capte pas le ballon et commet un en-avant. A peine une minute plus tard, la France joue la dernière action de la mi-temps, et le centre Gaël Fickou, d'une course en travers de presque toute la largeur du terrain, résiste au dernier plaquage et aplatit en coin. Après avoir transformé l'essai, la France rentre au vestiaire avec une avance de neuf points, portant le score à 10-19. 
La seconde période est totalement à l'avantage des Français qui marquent l'essai du bonus offensif dès la 42e minute. Fickou décalant idéalement Penaud qui accélère sur son aile et qui tape par-dessus. Le rebond capricieux surprend tout le monde et tombe dans les mains de Johnathan Danty, qui poursuit la course jusqu'à l'en-but. L'essai est transformé et permet à la France de mener 10-26. 
À l'heure de jeu, la France arrache un ballon des mains écossaises et joue idéalement le surnombre côté droit. Penaud termine le travail en bout de ligne, et le score évolue à 10-31. La France omniprésente enchaîne et sur une action partie d'une touche, Ntamack joue au pied sur l'aile droite déserte, et Damian Penaud au point de chute marque son deuxième essai du match. La France prend alors le large avec 26 points d'avance. L'Écosse sauve néanmoins l'honneur en marquant un ultime essai en toute fin de match : Kinghorn trouve un intervalle dans le rideau bleu et remonte le terrain sur 50 mètres avant de donner le ballon à l'intérieur à Duhan van der Merwe qui inscrit le deuxième essai écossais. Le score final est de 17-36.

La France, auteure d'un match de haute volée, confirme son statut de favori, et est toujours en course pour le Grand Chelem. Elle tentera de s'en rapprocher un peu plus, lors de la quatrième journée, face au pays de Galles. L'Écosse, quant à elle, après une belle performance à domicile contre l'Angleterre, n'a pas su répéter l'exploit et tentera d'aller chercher une seconde victoire dans le tournoi à Rome. 
| Écosse · Titulaires · Stuart Hogg 15 · Darcy Graham 14 · 41e Chris Harris 13 · Sione Tuipulotu 12 · Duhan van der Merwe 11 · 61e Finn Russell 10 · 48e 58e 69e Ali Price 9 · Magnus Bradbury 8 · Rory Darge 7 · 44e Nick Haining 6 · 61e Grant Gilchrist 5 · Sam Skinner 4 · 46e Zander Fagerson 3 · 46e Stuart McInally 2 · 61e Pierre Schoeman 1 · Remplaçants · 46e George Turner 16 · 61e Oli Kebble 17 · 46e WP Nel 18 · 61e Jamie Hodgson 19 · 44e Andy Christie 20 · 48e 58e 69e Ben White 21 · 61e Blair Kinghorn 22 · 41e Mark Bennett 23 · Entraîneur · Gregor Townsend |  |  |  | France · Titulaires · 15 Melvyn Jaminet 71e · 14 Damian Penaud · 13 Gaël Fickou · 12 Jonathan Danty · 11 Yoram Moefana · 10 Romain Ntamack · 9 Antoine Dupont 74e · 8 Grégory Alldritt · 7 Anthony Jelonch 54e · 6 François Cros · 5 Cameron Woki 68e · 4 Paul Willemse 54e · 3 Uini Atonio 47e · 2 Julien Marchand 54e · 1 Cyril Baille 58e · Remplaçants · 16 Peato Mauvaka 54e · 17 Jean-Baptiste Gros 58e · 18 Demba Bamba 47e · 19 Romain Taofifénua 54e · 20 Thibaud Flament 54e · 21 Dylan Cretin 68e · 22 Maxime Lucu 74e · 23 Thomas Ramos 71e · Entraîneur · Fabien Galthié |

### Angleterre - Pays de Galles
(mt 12 - 0)
Homme du match :  Marcus Smith
Points marqués :
Angleterre :
- 1 essai de Dombrandt (43e)
- 6 pénalités de Smith (3e, 6e, 31e, 40e+2, 68e, 72e)

Pays de Galles :
- 3 essais d'Adams (54e), Tompkins (61e) et Hardy (80e)
- 2 transformations de Biggar (61e, 80e)

Évolution du score : 3-0, 6-0, 9-0, 12-0, m-t, 17-0, 17-5, 17-12, 20-12, 23-12, 23-19
| Angleterre · Titulaires · Freddie Steward 15 · Max Malins 14 · 74e Elliot Daly 13 · Henry Slade 12 · Jack Nowell 11 · Marcus Smith 10 · 62e Harry Randall 9 · Alex Dombrandt 8 · 41e Tom Curry 7 · Courtney Lawes 6 · Maro Itoje 5 · 69e Charlie Ewels 4 · 69e Kyle Sinckler 3 · 25e Luke Cowan-Dickie 2 · 72e Ellis Genge 1 · Remplaçants · 25e Jamie George 16 · 72e Joe Marler 17 · 68e Will Stuart 18 · Nick Isiekwe 19 · 41e Sam Simmonds 20 · 62e Ben Youngs 21 · George Ford 22 · 74e Joe Marchant 23 · Entraîneur · Eddie Jones |  |  |  | Pays de Galles · Titulaires · 15 Liam Williams 72e 79e · 14 Alex Cuthbert · 13 Owen Watkin 69e · 12 Nick Tompkins · 11 Josh Adams 79e · 10 Dan Biggar · 9 Tomos Williams 69e · 8 Taulupe Faletau · 7 Taine Basham 55e · 6 Ross Moriarty 71e · 5 Adam Beard · 4 Will Rowlands · 3 Tomas Francis 55e · 2 Ryan Elias 69e · 1 Wyn Jones 45e · Remplaçants · 16 Dewi Lake 69e · 17 Gareth Thomas 45e · 18 Leon Brown 55e · 19 Seb Davies 71e · 20 Jac Morgan 55e · 21 Kieran Hardy 69e · 22 Gareth Anscombe 72e · 23 Jonathan Davies 69e · Entraîneur · Wayne Pivac |

### Irlande - Italie
(mt  24 - 6)
Homme du match :  Josh van der Flier
Points marqués :
Irlande :
- 9 essais de Carbery (4e), Gibson-Park (21e), Lowry (30e, 57e), O'Mahony (38e), Lowe (52e, 76e), Baird (70e) et Treadwell (80e+2).
- 6 transformations de Carbery (5e, 22e) et Sexton (58e, 71e, 77e, 80e+3)

Italie :
- 2 pénalités de Padovani (14e) et Garbisi (40e+1)

Évolution du score : 7-0, 7-3, 14-3, 19-3, 24-3, 24-6, m-t, 29-6, 36-6, 43-6, 50-6, 57-6
L'Irlande revient dans la course au titre après avoir très largement dominé une Italie amoindrie, bien que valeureuse. 
En effet, déjà menés au score, les Italiens reçoivent un carton rouge. Adressé au talonneur remplaçant, après une sortie sur blessure du titulaire, l'Italie évolue alors à 14 contre 15. Seulement, quelques minutes plus tard, une mêlée est sifflée : la règle oblige les deux packs à être constitués d'une première ligne complète. Les deux talonneurs italiens présents ne peuvent plus jouer le match, la règle de la carence est alors appliquée. Les mêlées sont simulées et pour équivaloir à cet inconvénient qui aurait dû être profitable aux adversaires, le capitaine doit sortir de la pelouse un de ses joueurs du pack, et ce de manière définitive. L'Italie à 13 contre 15 encaissera sept essais, avant de terminer le match à 12, à la suite du carton jaune de Braam Steyn. Cette infériorité numérique leur coûtera deux essais supplémentaires pour une lourde défaite 57-6.
L'Italie encaisse sa troisième défaite du tournoi et enchaîne avec une 35e défaite d'affilée en VI Nations, compétition dans laquelle elle n'a plus gagné depuis 2015. Par ailleurs, elle signe là sa 100e défaite en 113 matchs dans la compétition. L'Irlande s'impose quant à elle sans mal et se relance dans la course avant son déplacement en Angleterre. 
| Irlande · Titulaires · Michael Lowry 15 · Mack Hansen 14 · 3e 9e 53e 68e Garry Ringrose 13 · 68e Robbie Henshaw 12 · James Lowe 11 · 53eJoey Carbery 10 · 62e Jamison Gibson-Park 9 · 55e Caelan Doris 8 · Josh van der Flier 7 · Peter O'Mahony 6 · Ryan Baird 5 · 62e Tadhg Beirne 4 · 62e Tadhg Furlong 3 · 69e Dan Sheehan 2 · 44eAndrew Porter 1 · Remplaçants · 69e Rob Herring 16 · 44e David Kilcoyne 17 · 62e Finlay Bealham 18 · 62e Kieran Treadwell 19 · 55e Jack Conan 20 · 62e Craig Casey 21 · 53e Jonathan Sexton 22 · 3e 9e 53e James Hume 23 · Entraîneur · Andy Farrell |  |  |  | Italie · Titulaires · 15 Edoardo Padovani · 14 Pierre Bruno 20e · 13 Juan Ignacio Brex · 12 Leonardo Marin 66e 77e · 11 Monty Ioane · 10 Paolo Garbisi 77e · 9 Stephen Varney 41e · 8 Toa Halafihi 19e* · 7 Michele Lamaro 62e 77e · 6 Giovanni Pettinelli 54e 62e 77e · 5 Federico Ruzza 68e · 4 Niccolò Cannone 49e · 3 Pietro Ceccarelli 41e · 2 Gianmarco Lucchesi 9e · 1 Danilo Fischetti · Remplaçants · 16 Hame Faiva 9e 19e · 17 Ivan Nemer 20e · 18 Tiziano Pasquali 41e · 19David Sisi 68e · 20 Manuel Zuliani 49e · 21 Braam Steyn 54e · 22 Alessandro Fusco 41e · 23 Marco Zanon 66e · Entraîneur · Kieran Crowley |

## Quatrième journée

### Pays de Galles - France
(mt 9 - 10)
Homme du match :  Julien Marchand
Points marqués :
Pays de Galles :
- 3 pénalités de Biggar (5e, 17e, 39e)

France :
- 1 essai de Jelonch (9e)
- 1 transformation de Jaminet (11e)
- 2 pénalités de Jaminet (3e, 47e)

Évolution du score : 0-3, 3-3, 3-10, 6-10, 9-10, m-t, 9-13
Le pays de Galles ne compte encore qu'une seule victoire dans le Tournoi, et accueille la France qui, elle, est encore la seule équipe en lice pour le Grand Chelem. Le début de match est favorable aux Français, qui, après une pénalité de part et d'autre, marquent le premier essai du match. Jouant un surnombre côté gauche, Jelonch, idéalement placé sur l'aile marque son deuxième essai en sélection. Transformé, les visiteurs mènent 3-10, mais concèdent deux pénalités et regagnent les vestiaires avec un petit point d'avance seulement, sur le score de 9-10. 
Cadenassée, la seconde période voit les Gallois dominer offensivement mais chuter face à une défense française impénétrable. Jaminet passe une pénalité pour le XV de France et permet à son équipe de mener 9-13. La seconde mi-temps est une succession d'offensives galloises contrecarrées par une très solide rigueur défensive tricolore. Le match s'achève sur un ballon arraché par le talonneur Peato Mauvaka, permettant à la France de valider sa quatrième victoire du Tournoi. 
Le pays de Galles affiche un bilan plutôt négatif, avec trois défaites et une courte victoire, avant de clore la compétition face à l'Italie. La France quant à elle enchaîne avec une quatrième victoire dans la compétition et affrontera l'Angleterre pour le Grand Chelem lors de l'ultime journée du Tournoi.
| Pays de Galles · Titulaires · 67e Liam Williams 15 · Alex Cuthbert 14 · Owen Watkin 13 · 65e Jonathan Davies 12 · Josh Adams 11 · Dan Biggar 10 · 11e Tomos Williams 9 · Taulupe Faletau 8 · 76e Josh Navidi 7 · 62e Seb Davies 6 · Adam Beard 5 · Will Rowlands 4 · 60e Tomas Francis 3 · 55e Ryan Elias 2 · 67e Gareth Thomas 1 · Remplaçants · 55e Dewi Lake 16 · 67e Wyn Jones 17 · 60e Dillon Lewis 18 · 62e Ross Moriarty 19 · 76e Jac Morgan 20 · 11e Kieran Hardy 21 · 67e Gareth Anscombe 22 · 65e Louis Rees-Zammit 23 · Entraîneur · Wayne Pivac |  |  |  | France · Titulaires · 15 Melvyn Jaminet · 14 Yoram Moefana · 13 Gaël Fickou · 12 Jonathan Danty 80e · 11 Gabin Villière · 10 Romain Ntamack · 9 Antoine Dupont 72e · 8 Grégory Alldritt 65e · 7 Anthony Jelonch · 6 François Cros · 5 Paul Willemse · 4 Cameron Woki 65e · 3 Uini Atonio 40e · 2 Julien Marchand 53e · 1 Cyril Baille 53e · Remplaçants · 16 Peato Mauvaka 53e · 17 Jean-Baptiste Gros 53e · 18 Mohamed Haouas 40e · 19 Matthis Lebel 80e · 20 Thibaud Flament 65e · 21 Dylan Cretin 65e · 22 Maxime Lucu 72e · 23 Thomas Ramos · Entraîneur · Fabien Galthié |

### Italie - Écosse
(mt 10 - 19)
Homme du match :  Ali Price
Points marqués :
Italie :
- 3 essais de Braley (30e) et Capuozzo (66e, 83e)
- 2 transformations de Garbisi (31e, 67e)
- 1 pénalité de Garbisi (4e)

Écosse :
- 5 essais de Johnson (18e), Harris (22e, 37e), Graham (48e) et Hogg (61e)
- 4 transformations de Russell (23e, 38e, 50e, 63e)

Évolution du score : 3-0, 3-5, 3-12, 10-12, 10-19 m-t, 10-26, 10-33, 17-33, 22-33
| Italie · Titulaires · 66e Edoardo Padovani 15 · 50e Pierre Bruno 14 · Juan Ignacio Brex 13 · Leonardo Marin 12 · Monty Ioane 11 · Paolo Garbisi 10 · Callum Braley 9 · Toa Halafihi 8 · Michele Lamaro 7 · 72e Giovanni Pettinelli 6 · Federico Ruzza 5 · 54e Niccolò Cannone 4 · 52e Pietro Ceccarelli 3 · 52e Giacomo Nicotera 2 · 52e Danilo Fischetti 1 · Remplaçants · 52e Luca Bigi 16 · 52e Ivan Nemer 17 · 52e Tiziano Pasquali 18 · 54e David Sisi 19 · 72e Braam Steyn 20 · Alessandro Fusco 21 · 66e Marco Zanon 22 · 50e Ange Capuozzo 23 · Entraîneur · Kieran Crowley |  |  |  | Écosse · Titulaires · 15 Stuart Hogg · 14 Darcy Graham · 13 Chris Harris · 12 Sam Johnson 76e · 11 Kyle Steyn · 10 Finn Russell 76e · 9 Ali Price 76e · 8 Matt Fagerson 63e · 7 Hamish Watson · 6 Rory Darge · 5 Grant Gilchrist · 4 Sam Skinner 76e · 3 Zander Fagerson 60e · 2 George Turner 60e · 1 Pierre Schoeman 60e · Remplaçants · 16 Stuart McInally 60e · 17 Allan Dell 60e · 18 Willem Petrus Nel 60e · 19 Jamie Hodgson 76e · 20 Magnus Bradbury 63e · 21 Ben Vellacott 76e · 22 Adam Hastings 76e · 23 Sione Tuipulotu 76e · Entraîneur · Gregor Townsend |

### Angleterre - Irlande
(mt 9 - 15)
Homme du match :  Jamison Gibson-Park
Points marqués :
Angleterre :
- 5 pénalités de Smith (18e, 33e, 40e+1, 53e, 61e)

Irlande :
- 4 essais de Lowe (6e), Keenan (37e), Conan (72e) Bealham (76e)
- 3 transformation de Sexton (39e, 74e, 78e)
- 2 pénalités de Sexton (3e, 66e)

Évolution du score : 0-3, 0-8, 3-8, 6-8, 6-15, 9-15, m-t, 12-15, 15-15, 15-18, 15-25, 15-32
| Angleterre · Titulaires · 80e Freddie Steward 15 · Max Malins 14 · Joe Marchant 13 · 70e Henry Slade 12 · Jack Nowell 11 · Marcus Smith 10 · 53e Harry Randall 9 · Sam Simmonds 8 · 15e Tom Curry 7 · Courtney Lawes 6 · 2e Charlie Ewels 5 · Maro Itoje 4 · 39e Kyle Sinckler 3 · 80e Jamie George 2 · 67e Ellis Genge 1 · Remplaçants · 80e Jamie Blamire 16 · 67e Joe Marler 17 · 39e Will Stuart 18 · 67e Joe Launchbury 19 · 15e 67e Alex Dombrandt 20 · 53e Ben Youngs 21 · 80e George Ford 22 · 70e Elliot Daly 23 · Entraîneur · Eddie Jones |  |  |  | Irlande · Titulaires · 15 Hugo Keenan · 14 Andrew Conway · 13 Garry Ringrose · 12 Bundee Aki · 11 James Lowe · 10 Jonathan Sexton 80e · 9 Jamison Gibson-Park 68e · 8 Caelan Doris · 7 Josh van der Flier · 6 Peter O'Mahony 61e · 5 James Ryan 2e · 4 Tadhg Beirne · 3 Tadhg Furlong 74e · 2 Dan Sheehan 53e · 1 Cian Healy 53e · Remplaçants · 16 Rob Herring 53e · 17 Dave Kilcoyne 53e · 18 Finlay Bealham 74e · 19 Iain Henderson 2e · 20 Jack Conan 61e · 21 Conor Murray 68e · 22 Joey Carbery 80e · 23 Robbie Henshaw · Entraîneur · Andy Farrell |

## Cinquième journée

### Pays de Galles - Italie
(mt 7 - 12)
Homme du match :  Josh Adams
Points marqués :
Pays de Galles :
- 3 essais de Watkin (28e), Lake (52e), J. Adams (69e)
- 3 transformations de Bigar (28e, 52e, 69e)

Italie :
- 1 essai de Padovani (79e)
- 1 transformation de Garbisi (81e)
- 5 pénalités de Garbisi (12e, 32e, 57e) et Padovani (16e, 34e)

Évolution du score : 0-3, 0-6, 7-6, 7-9, 7-12, m-t, 14-12, 14-15, 21-15, 21-22
Toujours à la recherche d'une première victoire dans le Tournoi depuis 7 ans, l'Italie conclut cette édition 2022 en se déplaçant au pays de Galles. Le tenant du titre, signe jusqu'à présent une pâle copie avec trois défaites et une victoire à l'arraché contre l'Écosse. 
Cette fébrilité se sent dès le début de match. Les Italiens retrouvent un jeu percutant comme ils avaient su le faire face au XV de France et prennent l'avantage grâce à deux pénalités. Les Gallois répliquent en marquant le premier essai du match. Sur une belle redoublée, Watkins s'ouvre une brèche dans la défense italienne et trompe le dernier défenseur. Le pays de Galles reprend l'avantage avec la transformation 7-6. Loin d'être abattue, l'Italie réplique en poussant son adversaire à la faute et marque deux nouvelles pénalités, lui permettant de retourner aux vestiaires avec l'avantage au score : 7-12. 
Au retour de la pause, l'Italie toujours aussi agressive se fait malgré tout surprendre sur un maul pénétrant à la suite d'une touche aux 5 mètres. L'essai est transformé et permet aux Gallois de reprendre à nouveau l'avantage au score : 14-12. L'Italie inverse la tendance à peine cinq minutes plus tard en inscrivant une nouvelle pénalité : 14-15. 
À dix minutes de la fin du match, Josh Adams, sur l'aile gauche, tente une course en travers et surprend la défense italienne. Il inscrit le troisième essai du match et redonne l'avantage aux Gallois : 21-15. Les Italiens tout proche de la rupture, parviennent à maintenir les offensives galloises et temporisent dans la douleur. 
À une minute de la fin du match, les joueurs du pays de Galles dégagent un ballon dangereux et permettent une ultime offensive italienne. Ange Capuozzo tente une relance en inversant la course et perce entre deux défenseurs gallois. D'un magnifique cadrage-débordement, il mystifie son vis-à-vis, avant de parfaitement jouer le deux contre un coté intérieur, offrant l'essai de la gagne à Eduardo Padovani. Aplati entre les poteaux, l'essai est transformé et permet aux Italiens de s'imposer sur le fil à la sirène sur le score de 21-22.

Cette victoire de caractère avec la manière signe l'arrêt de la série noire italienne. Malgré une dernière place dans le tournoi, les Italiens se consolent avec cet exploit retentissant. Le pays de Galles signe une très mauvaise prestation et conclut son tournoi de la pire des manières. Avec quatre défaites dont deux à domicile pour une unique victoire, le pays de Galles signe une cinquième place décevante. 
| Pays de Galles Titulaires Johnny McNicholl 15 Louis Rees-Zammit 14 Owen Watkin 13 Willis Halaholo 12 Josh Adams 11 Dan Biggar 10 Gareth Davies 9 Taulupe Faletau 8 Josh Navidi 7 Seb Davies 6 Alun Wyn Jones 5 Adam Beard 4 Dillon Lewis 3 Dewi Lake 2 Gareth Thomas 1 Remplaçants Bradley Roberts 16 Wyn Jones 17 Leon Brown 18 Will Rowlands 19 Ross Moriarty 20 Kieran Hardy 21 Callum Sheedy 22 Nick Tompkins 23 Entraîneur Wayne Pivac |  |  |  | Italie Titulaires 15 Ange Capuozzo 14 Edoardo Padovani 13 Juan Ignacio Brex 12 Leonardo Marin 11 Monty Ioane 10 Paolo Garbisi 9 Callum Braley 8 Toa Halafihi 7 Michele Lamaro 6 Giovanni Pettinelli 5 Federico Ruzza 4 Marco Fuser 3 Pietro Ceccarelli 2 Giacomo Nicotera 1 Danilo Fischetti Remplaçants 16 Luca Bigi 17 Cherif Traorè 18 Tiziano Pasquali 19 David Sisi 20 Niccolò Cannone 21 Braam Steyn 22 Alessandro Fusco 23 Marco Zanon Entraîneur Kieran Crowley |

### Irlande - Écosse
(mt 14 - 5)
Homme du match :  Dan Sheehan
Points marqués :
Irlande :
- 4 essais de Sheehan (17e), Healy (28e), van der Flier (60e), Murray (80e)
- 3 transformations de Sexton (19e, 29e, 60e)

Écosse :
- 1 essai de Schoeman (35e)

Évolution du score : 7-0, 14-0, 14-5, m-t 21-5, 26-5
| Irlande Titulaires Hugo Keenan 15 Mack Hansen 14 Garry Ringrose 13 Bundee Aki 12 James Lowe 11 Jonathan Sexton 10 Jamison Gibson-Park 9 Jack Conan 8 Josh van der Flier 7 Caelan Doris 6 Iain Henderson 5 Tadhg Beirne 4 Tadhg Furlong 3 Dan Sheehan 2 Cian Healy 1 Remplaçants Rob Herring 16 Dave Kilcoyne 17 Finlay Bealham 18 Kieran Treadwell 19 Peter O'Mahony 20 Conor Murray 21 Joey Carbery 22 Robbie Henshaw 23 Entraîneur Andy Farrell |  |  |  | Écosse Titulaires 15 Stuart Hogg 14 Darcy Graham 13 Chris Harris 12 Sam Johnson 11 Kyle Steyn 10 Blair Kinghorn 9 Ali Price 8 Matt Fagerson 7 Hamish Watson 6 Rory Darge 5 Grant Gilchrist 4 Jonny Gray 3 Zander Fagerson 2 George Turner 1 Pierre Schoeman Remplaçants 16 Fraser Brown 17 Allan Dell 18 WP Nel 19 Sam Skinner 20 Josh Bayliss 21 Ben White 22 Finn Russell 23 Mark Bennett Entraîneur Gregor Townsend |

### France - Angleterre
(mt 18 - 6)
Homme du match :  Antoine Dupont
Points marqués :
France :
- 3 essais de Fickou (16e), Cros (40e) et Dupont (61e)
- 2 transformations de Jaminet (40e+2, 62e)
- 2 pénalités de Jaminet (9e, 24e)

Angleterre :
- 1 essai de Steward (48e)
- 1 transformation de Smith (50e)
- 2 pénalités de Smith (20e, 30e)

Évolution du score :  3-0, 8-0, 8-3, 11-3, 11-6, 18-6, m-t 18-13, 25-13
Sortie victorieuse de toutes ses oppositions dans le Tournoi, la France a l'occasion de remporter son premier titre et son premier Grand Chelem depuis 2010 si elle bat l'Angleterre lors de la dernière journée du Six Nations, devant son public du Stade de France.
Après avoir ouvert le score grâce à une pénalité de Jaminet (9e), les Bleus inscrivent le premier essai après une passe sautée de Romain Ntamack pour Gaël Fickou, en position d'ailier (15e, 8-0). Le jeu se poursuit, et après deux pénalité de Marcus Smith (20e, 30e) pour les anglais et une de Jaminet (24e), les Français marquent leur deuxième essai à la suite d'une prise d'intervalle de Ntamack dans les 22 mètres adverses et à un relais de François Cros qui aplatit son premier essai international (40e). L'essai transformé, les Bleus mènent de douze points à la mi-temps. Au retour des vestiaires, les Anglais reviennent avec plus d'intention et inscrivent un essai à la 48e par Freddie Steward, transformé par Smith. Les Bleus se ressaisirent et après une série de contact, Alldritt délivre une passe après contact pour son capitaine qui bat deux défenseurs et inscrit le troisième essai français sous les poteaux (61e). L'essai est transformé et à l'heure de jeu le score et scellé. 

À la 80e, après une dernière mêlée, Grégory Alldritt s'empare du ballon et tape en touche pour délivrer le Stade de France, 12 ans après son dernier Tournoi, la France retrouve les sommets. L'Angleterre quant à elle finit son Tournoi à la troisième place, avec le même nombre de points que l'Écosse et avec un bilan peu satisfaisant de 2 victoires pour 3 défaites.
| France Titulaires Melvyn Jaminet 15 Damian Penaud 14 Jonathan Danty 13 Gaël Fickou 12 Gabin Villière 11 Romain Ntamack 10 Antoine Dupont 9 Grégory Alldritt 8 Anthony Jelonch 7 François Cros 6 Paul Willemse 5 Cameron Woki 4 Uini Atonio 3 Julien Marchand 2 Cyril Baille 1 Remplaçants Peato Mauvaka 16 Jean-Baptiste Gros 17 Mohamed Haouas 18 Romain Taofifénua 19 Thibaud Flament 20 Dylan Cretin 21 Maxime Lucu 22 Thomas Ramos 23 Entraîneur Fabien Galthié |  |  |  | Angleterre Titulaires 15 George Furbank 14 Freddie Steward 13 Joe Marchant 12 Henry Slade 11 Jack Nowell 10 Marcus Smith 9 Ben Youngs 8 Sam Simmonds 7 Sam Underhill 6 Courtney Lawes 5 Nick Isiekwe 4 Maro Itoje 3 Will Stuart 2 Jamie George 1 Ellis Genge Remplaçants 16 Nic Dolly 17 Joe Marler 18 Kyle Sinckler 19 Ollie Chessum 20 Alex Dombrandt 21 Harry Randall 22 George Ford 23 Elliot Daly Entraîneur Eddie Jones |